# Язылыкая (Эскишехир)
Язылыкая (тур. Yazılıkaya — «исписанная скала») — село в Турции, в иле Эскишехир. Расположено на высоте 1300 м над уровнем моря в центральной части Анатолийского плато, к югу от Сейитгази и Эскишехира, к северу от Афьонкарахисара.

## Этимология

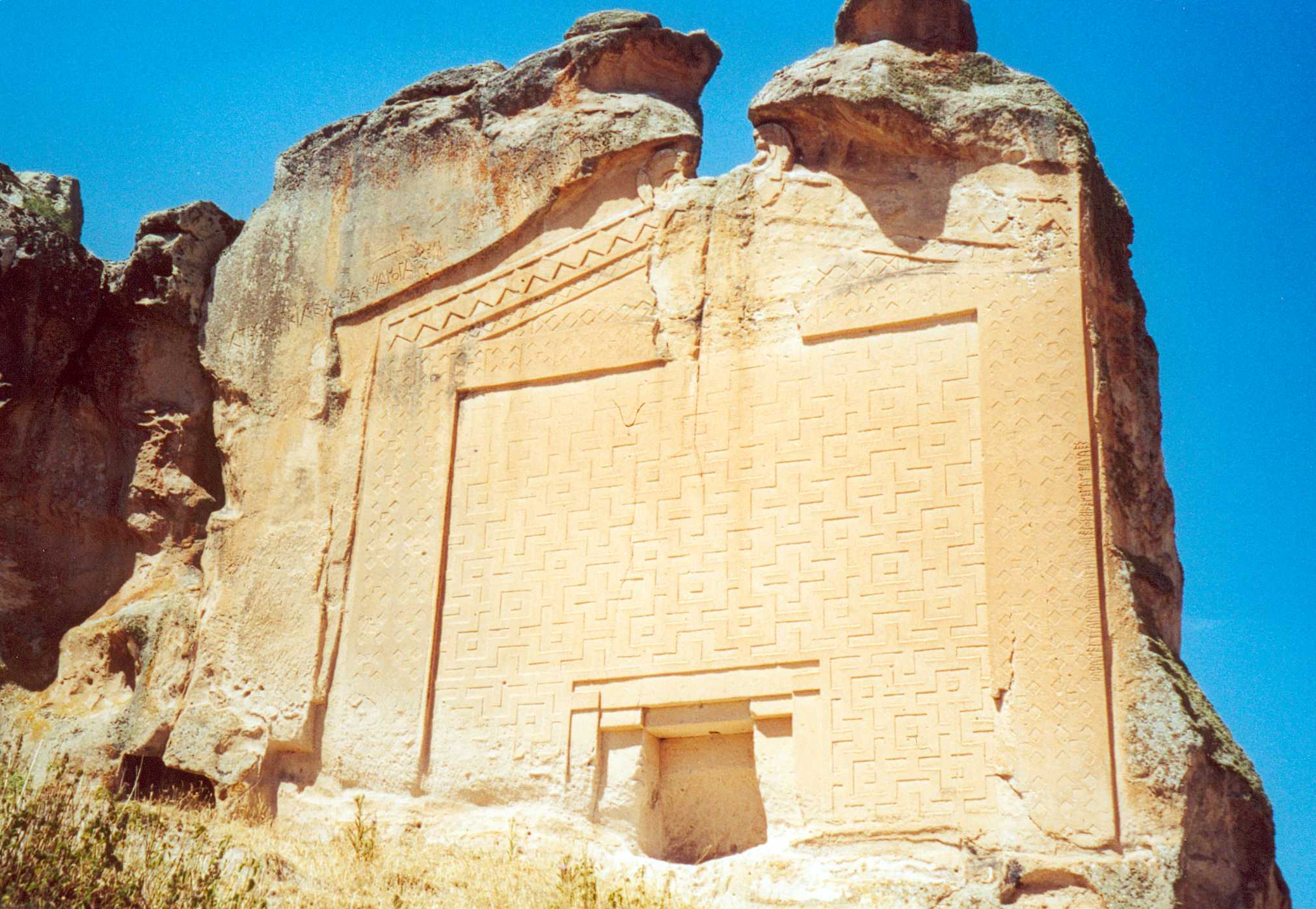
«Монумент Мидаса» VIII века до н. э. из Язылыкая

Деревня получила название от скалы, на поверхности которой высечен величественный фасад «Монумента Мидаса». Название села переводится с турецкого языка как «исписанная скала», от тур. yazılı — «исписанная» и kaya — «скала».

## История
На месте современной деревни находился так называемый «Город Мидаса» (тур. Midas Kenti) — городское поселение без оборонительных стен, но защищённое скальными отрогами и расположенной на четырёх холмах крепостью с царским дворцом — «лагерем Мидаса». Царский дворец занимал вершину южной части холма, а с севера, на узком мысу, размещался военный лагерь. Скалистые отроги, огибающие все плато, были искусно приспособлены для обороны. На всем протяжении этой скалистой стены сохранились скальные гробницы, рельефы и надписи. Здесь находится знаменитый так называемый «Монумент Мидаса» («Гробница Мидаса») VIII века до н. э., открытый Уильямом Мартином Ликом, с монументальным, высеченным на поверхности скалы фасадом. «Гробница Мидаса» представляет одно из древнейших изображений двухскатной крыши.
Надпись на Монументе Мидаса на древнефригийском языке:
Атес, представитель государственной власти, хранитель памятников, посвятил (это) Мидасу — лавагету, царю
Раскопки «Города Мидаса» проводил Французский институт археологии в Стамбуле (ныне Французский институт анатолийских исследований, IFEA) в 1936—1939 годах (Пьер Девамбез, Эмили Хаспелс, Халет Чамбел), французские раскопки продолжены после Второй мировой войны в 1948—1951 годах.